# بيت الشعيبي (الحيمة الداخلية)

تعديل مصدري - تعديل

بيت الشعيبي هي إحدى قرى عزلة الأحبوب بمديرية الحيمة الداخلية التابعة لمحافظة صنعاء، بلغ تعداد سكانها 560 نسمة حسب تعداد اليمن لعام 2004.